# Château de Kōfu
Le château de Kōfu (甲府城, Kōfu-jō) ou château de Maizuru est un parc et un site historique situé à Kōfu, préfecture de Yamanashi au Japon. Ce château d'environ quatre cents ans a été désigné comme « site historique Yamanashi ».

## Histoire du château
Après que le clan Takeda a succombé, la province de Kai devient le fief d'Oda Nobunaga et à sa mort, la province est gouvernée par Tokugawa Ieyasu. Quand Toyotomi Hideyoshi unifie le pays, il ordonne la construction du château. Les travaux commencent en 1583 et sont terminés par le beau-frère de Toyotomi, Asano Nagamasa, et son fils. Après la bataille de Sekigahara, le château de Kōfu tombe aux mains du clan Tokugawa auquel il appartient jusqu'à la fin du shogunat Tokugawa.
Au début de l'époque d'Edo, Ienobu Tokugawa devient héritier du 5e shogun et s'installe au château d'Edo. Yanagisawa Yoshiyasu devient alors daimyo du château de Kōfu. Sous sa direction, le château est entièrement réparé et la ville se développe. Mais Yanagisawa est transféré et devient daimyo du château de Kōriyama. Durant la période qui suit, la province de Kai dans laquelle se trouve le château passe sous le contrôle d'un obligé stationné à Kōfu. C'est également au cours de cette période que le honmaru du palais et la porte Akagenenmon sont détruits par un grand incendie.
Plus tard au cours de l'ère Meiji, le château est abandonné et vers 1877 les bâtiments les plus importants du château sont détruits. Par la suite, le domaine du château est utilisé comme installation d'essais industriels. Il est décidé en 1897 que les enceintes Yakatakuruwa et Shimizukuruwa seront démantelées pour faire place à la gare de Kōfu. En 1904, la zone autour du honmaru est transformée en parc et ouverte au public. En 1930, l'administration du gouvernement et la salle des séances s'installent dans les restes de l'enceinte Gakuyakuruwa. Les douves ouest et est sont entièrement comblées et les ruines du château deviennent presque telles qu'elles sont encore aujourd'hui.
Deux des tours ont été reconstruites selon les techniques traditionnelles et hébergent un musée qui présente des informations sur le château et quelques artefacts originaux.